# Ernest Hilgard
Ernest Ropiequet "Jack" Hilgard (Belleville, Illinois, 1904. július 25. – Palo Alto, Kalifornia, 2001. október 22.) amerikai pszichológus, a Stanford Egyetem professzora. Hírnevét az 1950-es években szerezte hipnóziskutatásért, főleg a fájdalom kontrollja volt fő témaköre.

## Életútja
Hilgard 1904. július 25-én született Belleville városában, Illinois államban. Apja Dr. George Engelmann Hilgard orvos volt. Ernest már kora gyermekkorában érdeklődött a tudomány iránt. Az Illinois-i egyetemen szerzett 1924-ben vegyészmérnöki alapdiplomát. Majd eldöntötte, pszichológiát szeretne hallgatni, ezért elment a Yale Egyetemre tanulni, ahol 1930-ban szerzett PhD fokozatot. A Yale-en találkozott feleségével Josephine Rohrsszal.
1933-ig oktatóként maradt a Yale-en. A Yale-n sok később vezető pszichológussal dolgozott együtt, akik közé tartozott Neal Millert, Donald Marquis, Leonard Doob, Robert Sears, Kenneth Spence és Horbart Mowrer. Miután Hilgard otthagyta a Yale-t, Kaliforniába utazott, és 1933-ban a Stanford Egyetemen kapott állást.
1940-ben Donald Marquisszal publikálták a Conditioning and Learning-et (Kondicionálás és tanulás). Majd ugyanebben az évben az ember kondicionált válaszainak vizsgálatáért (önkényes, önkéntelen válaszok) elnyerte a kísérleti pszichológia Warren Medal díját. 1942-ig ő vezette a pszichológia tanszéket az egyetemen, 1949-ben az Amerikai Pszichológiai Társaság (American Psychological Association, APA) elnöke volt, majd 1951-től 1955-ig a Stanford Egyetem egyik dékánjaként dolgozott. Továbbra is jelentek meg írásai. 1948-ban a Theories of Learning (Tanuláselmélet), 1953-ban az Introduction to Psychology (Bevezetés a pszichológiába), ez utóbbi egy széles körben használt tankönyv és több nyelvre is lefordították.
Hipnózissal kapcsolatos kutatómunkáját az 1950-es években kezdte meg. Feleségével együtt alapították meg a hinózis kutatás laboratóriumát (Laboratory of Hypnosis Resarch). A pár közösen is publikált számos cikket és könyvet. Ezek közül 1975-ben jelent meg a Hypnosis in the Relief of Pain (Hipnózis a fájdalomcsillapításban) és 1977-ben a Divided Consciousness (Megosztott tudat). 1970-ben megválasztották az International Society of Hypnosis (A Hipnózis Nemzetközi Társasága) elnökének. Gordon H. Bower szerint Hilgardnak köszönhető, hogy a hipnózis tudományossá és tárgyilagossá vált. Egyik legfontosabb munkája annak a mérőskálának a kifejlesztése, amit a mai napig használnak. Ez a skála a Stanford Hypnotic Susceptibility Scale (Stanford Hipnotikus Érzékenységi Skála), amelyből kiderül, hogy az egyén mennyire fogékony a hipnózisra.
Későbbi éveiben pszichológia történetéről is tartott előadásokat. Téma iránti érdeklődését pár könyv megjelenése is mutatta, köztük az 1978-ban megjelent Psychology in America: A Historical Survey (Pszichológia Amerikában: Történelmi felmérés). Széles tudásának elismeréseként 1978-ban megkapta az Amerikai Pszichológiai Alapítvány (American Psychological Foundation) Arany emlékérem (Gold Medal Award) kitüntetését. Majd 1991-ben a The American Psychologist a 10 legfontosabb kortárs közlés közé sorolta. Majd 1994-ben megkapta a társaság díját, az egész életén át tartó munkájáért a pszichológiában.
Két fia született Henry és Santa Cruz, és egy lánya, Elizabeth. Hilgardot élete során a National Academy of Sciences (Amerikai Tudományos Akadémia) (NAS), a National Academy of Education (Az Oktatás Nemzeti Akadémiája) és az American Academy of Arts and Sciences (A Művészetek és a Tudományok Amerikai Akadémiája) tagjává választották. Ernest Hilgard 2001-ben 97 évesen hunyt el szívelégtelenségben, Palo Altóban.

## Hipnózis
Hilgard kifejezetten ismert volt az úgy nevezett „rejtett megfigyelő” teóriájáért, amit hipnózis levezetése alatt alakított ki. A hipnózisos fájdalomkontroll azt a célt szolgálta, hogy támogassa a neodisszociációs elméletet, amelyben azt fogalmazta meg, hogy egy hipnózis alatt álló személy megfigyelheti saját fájdalmát anélkül, hogy tudatosan megtapasztalná azt, vagy szenvedne tőle. A „rejtett megfigyelő” jelenség erősen vitatottnak számított, a kritikusok állítása szerint sugallatok alapján működött, tehát valószínűleg nem volt több mint a résztvevők által befogadott instrukciók kreációja.
Hilgardnak az 1970-es évek végén meggyőződésévé vált, hogy egy másik lénnyel osztjuk meg az életünket: ezt a lény nevezte el „rejtett megfigyelő”nek. Egyik könyvében le is írta, hogyan része ez a lény a tudatunknak: leírta egy vak diák történetét, akit hipnotizáltak, majd amíg transzállapotban volt, azt mondták neki, hogy megsüketült. A szuggesztió olyan erős volt, hogy később semmilyen zajra nem reagált, illetve egyetlen kérdésre sem tudott válaszolni, amit a transzállapotban tettek fel neki. Ekkor a hipnoterapeuta kíváncsi volt rá, hogy „valaki más” hallja-e.
Csöndesen azt mondta a diáknak „Lehet, hogy van egy része, amely hallja a hangomat és feldolgozza az információt. Ha van, szeretném, ha felemelné a jobb mutatóujját, mint ennek alátámasztása.” Ekkor az ujj felemelkedett. A diák ekkor kérte, hogy hozzák ki a transzállapotból. Ezt azzal indokolta, hogy tudta nélkül megindult a keze, és tudni szerette volna, a terapeuta mit tett, hogy ez történjen. Majd megkérdezték, mire emlékszik. Mivel a transzállapot nem volt olyan mély, a diák igazából nem vesztette el az emlékezetét: csak annyi történt, hogy a hallása leromlott. Mivel unatkozott, elkezdett egy statisztikai problémán dolgozni a fejében – ezalatt érezte, hogy az ujja hirtelen felemelkedik. Nyilvánvalóan furcsa volt számára, mert normál körülmények között ő az a személy, aki eldönti, a teste hogyan mozog – ebben az esetben nem ő volt az. Mitöbb, valaki más a fejében válaszolt egy külső kérésre, amit ő maga nem hallott. Hilgard véleménye szerint ez a válaszadó a „rejtett megfigyelő” volt.
Egy másik páciense a következő állítást fogalmazta meg arról, amit tapasztalt, pontosabban, hogy egy magasabb szintű önmagát észlelte: „A rejtett megfigyelőnek mindenről tudomása van, ami történik. Többet lát, többet kérdez, akkor is tud mindenről, amikor a kapcsolattartás felesleges. Olyan, mint egy őrangyal, aki mindentől megvéd, ami össze fog zavarni. A rejtett megfigyelő a csatornán keresztül néz, és a csatornán keresztül lát. Ha valaki nem mondja, hogy lépjek vele kapcsolatba, nem vagyok vele kapcsolatban: ő csak úgy ott van.” A rejtett megfigyelő megvéd minket attól, hogy bármit is csináljunk a hipnózis alatt, amit más körülmények között, tudatosan nem tennénk meg, mint például bárkinek fizikai károsodást okozni.
A duális személyiség ötlete kulturálisan és történelmileg is majdnem univerzális. Az ősi kínaiak ezt a két független tudatot hun és po névvel illették, az egyiptomiak ka és ba nevezéktant használtak, a görög kultúrában pedig Daemon és Eidolon néven vannak jelen. Mindegyik esetben két lény osztozik az érzékelésen, az észlelésen de az értelmezés alapján ezen észlelések a saját tudásukon, történetükön és személyiségükön keresztül történnek.
A görögöknél ez a kapcsolat nem volt kiegyensúlyozott – a magasabb rangú én, Daemon úgy viselkedett, mint egy őrangyal. A sztoikus filozófus, Epiktétosz szerint: „Isten minden ember mellé helyezett egy őrt, egy Daemont, akinek a feladata az, hogy vigyázzon rá – egy Daemon nem aludhat, nem csalatkozhat meg. Milyen nagyobb, és figyelmesebb őrrel áldhatott volna meg minket? Tehát amikor bezárod az ajtókat, és a házban sötétség van, emlékezz rá, hogy sose mondd, hogy egyedül vagy; mert sosem vagy egyedül. Isten ott van, és a te Daemonod is ott van.” A hit, hogy létezik egy Daemon, aki sejtette a jövőbeli körülményeket és eseményeket, figyelmeztethette Eidolont a veszélyekre. Mintha valamely módon a Daemon már megélte volna Eidolon életét.

## Magyarul megjelent művei
- Rita L. Atkinson–Ernest Ropiequet  Hilgard: Pszichológia; ford. Boross Ottilia et al., átdolg. Boross Ottilia; 3. átdolg. kiad.; Osiris, Bp., 2005 (Osiris tankönyvek)